# Baron Hamilton of Dalzell

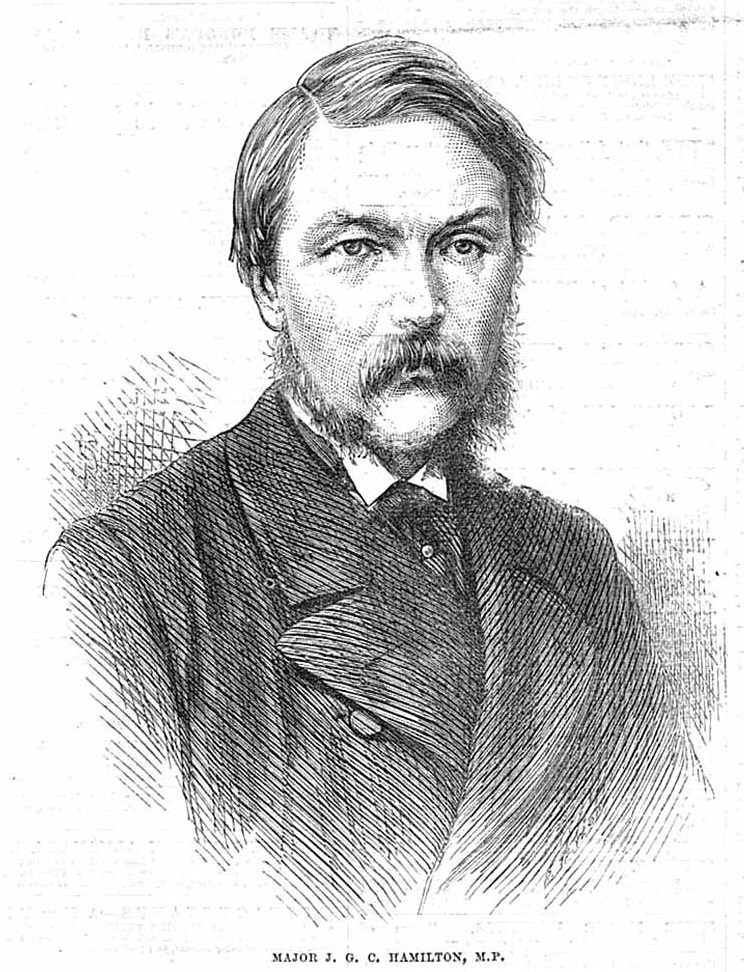
John Hamilton, 1. Baron Hamilton of Dalzell

Baron Hamilton of Dalzell, of Dalzell in the County of Lanark, ist ein erblicher britischer Adelstitel in der Peerage of the United Kingdom.
Familiensitz der Barone war bis 1952 Dalzell House in Motherwell, North Lanarkshire.

## Verleihung
Der Titel wurde am 14. August 1886 dem liberalen Unterhausabgeordneten John Hamilton verliehen. Er war das Oberhaupt der Linie der Hamiltons of Dalzell der Familie Hamilton.
Heutiger Titelinhaber ist dessen Ur-urenkel Gavin Hamilton als 5. Baron.

## Barone Hamilton of Dalzell (1886)
- John Hamilton, 1. Baron Hamilton of Dalzell (1829–1900)
- Gavin Hamilton, 2. Baron Hamilton of Dalzell (1872–1952)
- John Hamilton, 3. Baron Hamilton of Dalzell (1911–1990)
- James Hamilton, 4. Baron Hamilton of Dalzell (1938–2006)
- Gavin Hamilton, 5. Baron Hamilton of Dalzell (* 1968)

Titelerbe (Heir apparent) ist der Sohn des aktuellen Titelinhabers, Francis Hamilton (* 2009).